# Просветно дружество (Белград)
Дружество, Комисия или Комитет за училища и учители в Стара Сърбия, Македония и Босна и Херцеговина, известно и като Просветното дружество (на сръбски: Одбор за школе и учитеље у Старој Србији, Маћедонији и Босни и Херцеговини, Просветни одбор), е сръбска националистическа организация, която е създадена през лятото на 1868 година в Белград от Наместничеството (Регентския съвет) на Сръбското княжество.
Начело на организацията застава архимандрит Никифор Дучич заедно с учителите Милош Милоевич и Панта Сречкович. Материално дружеството се подкрепя от правителството. Има за цел да въведе сръбска просвета в училищата в Македония. През 1873 година към Духовната семинария (Богословията) в Белград се създава Второ отделение, подчинено на комитета. Отделението, ръководено от Милоевич, отпуска държавни стипендии за обучение в Сърбия на деца от Македония, Стара Сърбия и Босна и Херцеговина.
За изходен пункт на пропагандата е избран Ниш, а като главна база в Македония - Скопие. Създават се мисии във Враня, Скопие, Призрен, Прилеп, Куманово и Велес. През 1872 година Стефан Веркович пише, че изпращането на сръбски учители в Тетово, Кратово и на други места разколебава доверието на българите в Сърбия. На редица места сръбските учители са прогонени от местните българи. Според някои сведения дошлите във Велес двама учители са изгонени от общината и се скитат по близките села. Сръбският учител Милош Лекич, изпратен от Дружеството в Кочани през 1872 година пише, че е бил наклеветен от българската партия и арестуван от турските власти като „сръбски агент“, след което е осъден и заточен.
По данни на комитета към 1874 година в Македония са открити 70 училища, което се подлага на съмнение в историографията. Според някои данни общият брой на откритите сръбски училища е: 17 в Македония и 12 в Стара Сърбия.